# 예시카 폴케르
예시카 폴케르(Jessica Folcker, 1975년 7월 9일 ~ )는 스웨덴의 가수, 작사가이다.

## 이력
1994년 미스 스웨덴에 입상한 그녀는 이후 1998년 가수 정식 데뷔하였으며 한때 세네갈 영구거주권을 거쳐 영국 영구거주권을 취득하였다가 모두 포기한 전력이 있다.

## 유명세
그녀는 보통적으로 대한민국 국내에서는 《Tell me what you like》라는 노래 작품의 오리지널 원곡 가수로 널리 잘 알려져 있으며 이에 아울러 오스트레일리아 록 음악 그룹 에어 서플라이의 오리지널 원곡 노래였던 《Good-bye》라는 노래 작품과 미국 소프트 락 밴드 브레드의 오리지널 원곡 노래였던 《Lost without your love》라는 노래 작품을 각각 리메이크하여 히트한 가수로도 널리 잘 알려져 있다.

## 음반 목록
- Jessica (1996)
- Dino (2002)
- På svenska (2008)
- Skin Close (2011)